# Star Wars: Return of the Jedi (joc video din 1984)
Star Wars: Return of the Jedi este un joc video arcade creat de Atari, Inc., o continuare a jocului video Star Wars  din 1983. Acesta folosește o grafică matricială (raster graphics) (spre deosebire de jocul anterior din 1983 care folosește grafică vectorială).   Domark a lansat jocul pentru Amstrad CPC, ZX Spectrum, Atari ST, Commodore 64 și Amiga in 1988.  Jocul este inclus și ca un extras deblocabil în Star Wars Rogue Squadron III: Rebel Strike (din 2003) pentru Nintendo GameCube.

## Legături externe
- Return of the Jedi la Killer List of Videogames
- Return of the Jedi at the Arcade History database

## Vezi și
- Lista jocurilor video Războiul stelelor

Format:Jocuri Star Wars